# Glen Flora (Texas)
Glen Flora è una comunità non incorporata della contea di Wharton, Texas, Stati Uniti. Si trova sulla FM 102  all'incrocio con la FM 960. La città era servita da una linea ferroviaria che è stata soppressa nel 1992.

## Geografia fisica
Si trova sulla riva orientale del fiume Colorado, all'incrocio tra la FM 102 e la FM 960. Glen Flora si trova a 6 miglia (9,7 km) a nord-ovest di Wharton, 17 miglia (27,4 km) a sud di Eagle Lake e 5 miglia (8,0 km) a sud della comunità non incorporata di Egypt.